# IFK Värnamo
El IFK Värnamo es un equipo de fútbol de Suecia que juega en la Allsvenskan, la primera división nacional.

## Historia
Fue fundado en el año 1912 en la ciudad de Värnamo e históricamente es más conocido por la formación de jugadores en sus divisiones menores que por logros como equipo. Su jugador más famoso es Jonas Thern, quien fue el capitán de la selección nacional en el mundial de Estados Unidos 1994 donde terminaron en tercer lugar.
En la temporada 2021 es campeón de la Superettan y por primera vez en su historia jugarán en la Allsvenskan.

## Palmarés
- Superettan (1): 2021
- Division 1 Södra (2): 2010, 2020